# بهارك
بهارك هي مدينة أفغانية صغيرة ومقر من مقاطعة بهارك ولاية بدخشان في شمال شرق أفغانستان. يقع على بعد حوالي 15 كيلومترًا من جورم، على نهر كوكشة. افتتحت مدرسة بهارك للبنات في 17 ديسمبر 2006 من قبل منشي عبد المجيد ‏ والي بدخشان، وهي تخدم حوالي 3000 فتاة ينتظمن في ثلاث نوبات منفصلة خلال النهار.